# Forralt bor

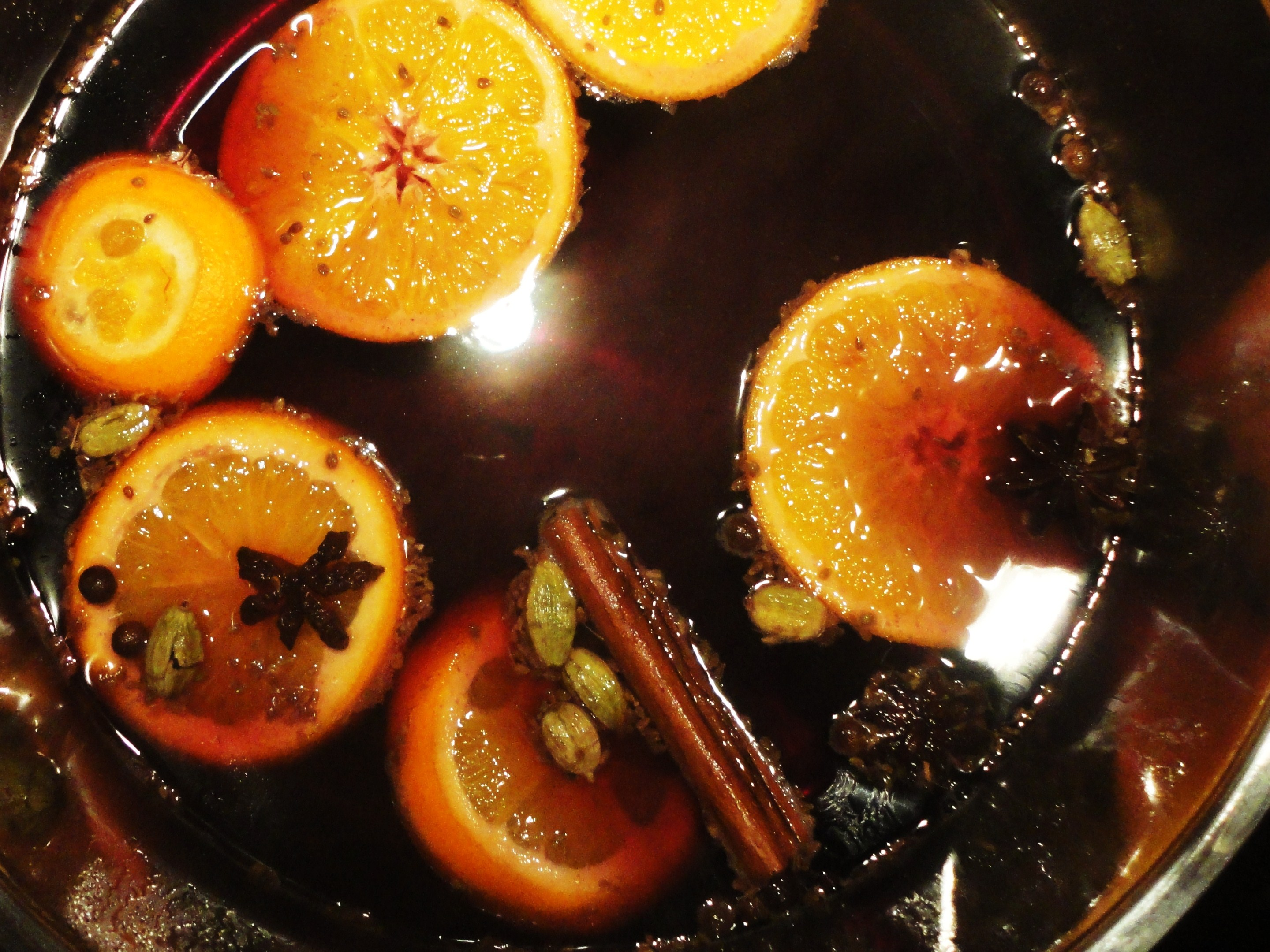
Forralt bor a főzőedényben

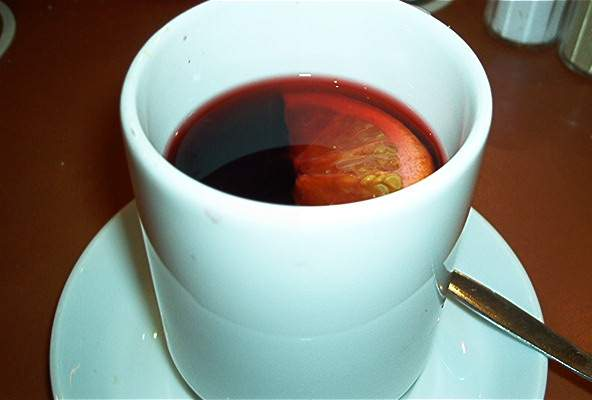
Forralt bor (a hőfoka miatt csészében)

A forralt bor jellemzően a téli időszakban fogyasztott, bor alapú, fűszeres meleg ital. Cukorral, mézzel és egzotikus fűszerekkel édesítik. Ezek alapvetően szegfűszeg, fahéj, koriander és az ínyencek gyömbérrel, illetve borssal. Vásárokon és egyéb rendezvényeken a nagy mennyiségű bor ízesítéséhez esszenciát használnak.
Kialakulása ahhoz köthető, hogy a régi időkben a bor gyakran megsavanyodott, így forralással, és fűszerek, illetve méz hozzáadásával újra fogyaszthatóvá tették.

## Típusai
- a klasszikus forralt bor
- a pikáns és gyógyító forralt bor
- gyümölcsös forralt bor
- aszalt gyümölcsös forralt bor
- az „igazán” alkoholos forralt bor

A forralt bor egy speciális fajtája a glögg, ezt az északi területek országaiban fogyasztják. Itt a vörösborhoz ízesítésként cukrot, szegfűszeget, és fahéjat adnak.

## További információ
- A jó forralt bor titka: készítse házilag!